# Угрюмов, Пётр Сергеевич
Пётр Сергеевич Угрю́мов (латыш. Pēteris Ugrjumovs; 21 января 1961, Рига, Латвийская ССР, СССР) — бывший советский, латвийский и российский профессиональный шоссейный велогонщик, призёр Джиро д’Италия и Тур де Франс. Заслуженный мастер спорта СССР (1984). Чемпион СССР в индивидуальной гонке (1981).

## Биография
Пётр Угрюмов родился и вырос в семье рижан русского (отец) и литовского (мать) происхождения. Закончил 28-ю среднюю школу, в четырнадцать лет начал заниматься велоспортом. Во время выступлений в любительском спорте трижды выиграл чемпионат СССР по шоссейным велогонкам, одержал многочисленные победы на соревнованиях Латвийской ССР.
В 1989 году Угрюмов перешёл в профессиональный велоспорт, попал в первую советскую профессиональную команду «Альфа Люм» со штаб-квартирой в Сан-Марино и переселился в Италию. В первые годы профессиональной карьеры одержал несколько побед в однодневках. В 1990 году дебютировал в Гранд Туре, став 8-м в общем зачёте Джиро д’Италия и 45-м в Тур де Франс. В следующем году он перешёл в «Seur» и впервые проехал Вуэльту, став 8-м. После распада СССР Угрюмов стал представлять на международных соревнованиях Латвию. Успех пришёл во времена его выступлений за «Ballan». В 1993 году он выиграл один из этапов Джиро д’Италия, а в генеральной классификации проиграл меньше минуты Мигелю Индурайну. В следующем году Угрюмов выиграл 2 этапа Тур де Франс и снова уступил в общем зачёте только легендарному испанцу. В 1995 году он снова добрался до подиума Джиро д’Италия. В 1996 году Угрюмов принял российское гражданство и перешёл в команду «Рослотто», в составе которой ещё дважды попал в десятку лучших на супервеломногодневках.
В 1999 году, вернувшись в «Ballan», Угрюмов завершил карьеру и остался жить в Римини. Там он 2 года проработал водителем автомобиля скорой помощи, затем вместе с партнёром по сборной СССР Сергеем Усламиным занимался поставками продукции итальянский брэндов на российский рынок. Параллельно тренировал велосипедистов Сан-Марино детского и юниорского возрастов. Летом 2005 года снова получил латвийское гражданство вместо российского для работы менеджером латвийской велокоманды «Rietumu Banka».

## Достижения
1982 год
- 3-й в групповой гонке чемпионата СССР

1984 год
- Победа в общем зачёте любительского Джиро д’Италия
- Победа в прологе Велогонки Мира
- Победа в прологе Тур де л’Авенир

1986 год
- Победа в групповой гонке чемпионата СССР
- Победа в общем зачёте Трофея Хоакима Агостиньо

1987 год
- 3-й в групповой гонке чемпионата СССР
- Победа на 3-м этапе и в общем зачёте Круг Сарты

1988 год
- 3-й в общем зачёте любительского Джиро д’Италия
- 3-й в общем зачёте Велогонки Мира

1989 год
- Победа на Мемориале Ненчине

1990 год
- 8-й в общем зачёте Джиро д’Италия
- 2-й в групповой гонке чемпионата СССР

1991 год
- Победа на Трофее Луиса Оканьи
- Победа на Вуэльте Астурии
- 8-й в общем зачёте Вуэльты

1993 год
- Победа в общем зачёте Эускаль-Бизиклеты
- Победа на Джиро дель Фриули
- Победа на 3-м этапе и 3-й в общем зачёте Джиро д’Италия

1994 год
- Победа на Профронде ван Стифоут
- Победы на 18-м, 19-м этапах и 2-й в общем зачёте Тур де Франс
- 10-й в групповой гонке Чемпионата мира[4]

1995 год
- 3-й в общем зачёте Джиро д’Италия

1996 год
- 4-й в общем зачёте Джиро д’Италия
- 7-й в общем зачёте Тур де Франс

1998 год
- 2-й в групповой гонке Чемпионата России
- Победа в кубке LuK